# The Shape of Punk to Come
The Shape of Punk to Come är det tredje studioalbumet som svenska hardcorebandet Refused släppt, utgivet i oktober 1998 på Burning Heart Records. Albumtiteln är ett referat till punkbandet Nation of Ulysses låt "The Shape of Jazz to Come", som i sin tur var ett referat till Ornette Coleman - vilket bandet då var omedvetna om. Titeln kan också refereras till H.G. Wells bok "The Shape of Things to Come" från 1933. 
Skivan var väldigt annorlunda både textmässigt som ljudmässigt mot Refused tidigare inspelningar. Den anses idag vara en av de mest betydelsefulla hardcoreskivorna att släppas under nittiotalet. Skivan rankades av Sonic Magazine i juni 2013 som det 17:e bästa svenska albumet någonsin.

## Låtlista
1. "Worms of the Senses / Faculties of the Skull" - 7:07
2. "Liberation Frequency" - 4:08
3. "The Deadly Rhythm" - 3:36
4. "Summerholidays vs. Punkroutine" - 4:03
5. "Bruitist Pome #5" - 1:27
6. "New Noise" - 5:10
7. "The Refused Party Program" - 2:40
8. "Protest Song '68" - 4:34
9. "Refused Are Fuckin' Dead" - 5:10
10. "The Shape of Punk to Come" - 5:08
11. "Tannhäuser / Derivè" - 8:09
12. "The Apollo Programme Was a Hoax" - 4:16